# Johann Christoph Gottsched
Johann Christoph Gottsched (Königsberg, 2 de fevereiro de 1700 - Leipzig, 12 de dezembro de 1766)  foi um escritor, crítico e dramaturgo alemão.
Gottsched defendia a subordinação da literatura alemã às regras do classicismo francês.   